# Hüttenkübel
Der Hüttenkübel war in Polen und Deutschland ein Volumenmaß im Erzbergbau. Gemessen wurden Eisenerze und -steine. Das Maß war nicht einheitlich.
- Polen: 1 Hüttenkübel = 35 Garnicy = 140 Kwarty = 140 Liter
- Preußen: 1 Hüttenkübel = 8192 Kubikzoll (Preußen) ≈ 2/3 Tonne (Preußen)
  - 2 Bergkübel = 1 Hüttenkübel